# Гончаров, Дмитрий Ефимович
Дми́трий Ефи́мович Гончаро́в (1916, Никольское, Харьковская губерния — 23 марта 1953) — советский хозяйственный деятель, Герой Социалистического Труда (1948).

## Биография
Родился в 1916 году в селе Никольское. С 10 лет работал по найму.
С 1929 года работал в колхозе имени Коминтерна.
В 1942—1945 годы — на фронтах Отечественной войны: красноармеец, командир стрелковой роты, заместитель командира батальона 21-го стрелкового Трансильванского полка 180-й стрелковой Киевской дивизии, старший лейтенант; был трижды ранен. Удостоен боевых наград.
С ноября 1945 — заместитель председателя колхоза имени Коминтерна, с июня 1946 — председатель колхоза имени Челюскинцев, с февраля 1947 — председатель колхоза имени Кирова (Ивановка Славянского района). В 1947 году колхоз имени Кирова сдал государству урожай пшеницы в среднем по 30,5 центнеров с каждого гектара на участке площадью 71 гектаров. Указом Президиума Верховного Совета СССР от 16 февраля 1948 года «за получение высоких урожаев пшеницы, ржи, кукурузы и сахарной свеклы, при выполнении колхозом обязательных поставок и натуроплаты за работу МТС в 1947 году и обеспеченности семенами зерновых культур для весеннего сева 1948 года» удостоен звания Героя Социалистического Труда с вручением ордена Ленина и золотой медали «Серп и Молот».
Был членом Славянского райкома КП(б) Украины; избирался депутатом Славянского райсовета и Привольского сельсовета.
Умер в зарубежной командировке 23 марта 1953 года.

## Награды
- орден Отечественной войны II степени (13.06.1944)[2]
- орден Красного Знамени (27.09.1944)[4]
- орден Красной Звезды (21.02.1945)[5]
- медали[1]:
  - «За победу над Германией»
  - «За взятие Будапешта»
- звание Героя Социалистического Труда с вручением ордена Ленина и золотой медали «Серп и Молот»[К 2].

## Комментарии
1. ↑  Ныне — в Славянском районе Донецкой области.
2. ↑  Указ Президиума Верховного Совета СССР от 16 февраля 1948 года[1].